# Volmer-Erlass
Bei dem Runderlass des Auswärtigen Amtes vom März 2000 (auch als Volmer-Erlass oder Fischer-Erlass bezeichnet) handelt es sich um einen angeblich vom damaligen Staatsminister im Auswärtigen Amt Ludger Volmer nach dem Plurez-Erlass vom 15. Oktober 1999 und nach einer Vorbereitungsrunde im November 1999 angestoßenen Runderlass zur Regelung des „Verfahrens zur Erteilung von Visa für die Einreise nach Deutschland“. Der „Volmer-Erlass“ verstieß laut EU-Kommission gegen das Schengener Abkommen. Laut eigener Aussage in einem Leserbrief wurde der „Volmer-Erlass“ allerdings „ohne das geringste Zutun“ von Ludger Volmer verfasst, als dieser „wegen einer lebensgefährlichen Erkrankung zwei Monate lang arbeitsunfähig in der Klinik lag.“ Er ist auch Teil der Visa-Affäre.

## Motivation
Es ging um die Erlaubnis zur Einreise für i. d. R. drei Monate zu touristischen, wissenschaftlichen, medizinischen oder geschäftlichen Zwecken mit der Verpflichtung, nach drei Monaten wieder auszureisen (Dreimonatsvisum). Es war bei Einreisen (z. B. für Krankenhausbesuche, Messebesuche, Wissenschaftleraustausch) zu Schwierigkeiten bei der Visumserteilung gekommen. Volmer selbst hatte an der Erstellung der Textvorlage nach eigener Aussage nicht mitgearbeitet. Nach seiner Aussage vor dem Untersuchungsausschuss ging es nur um jene Besucher, die nicht auffällig oder als im Ausländerzentralregister (AZR) oder im Schengener Informationssystem (SIS) nicht als kriminell bekannt waren. Voraussetzung für ein Visum war weiterhin:
- Finanzierung muss gewährleistet sein (z. B. durch eine Versicherung, durch Eigenmittel oder durch Vorlage einer Verpflichtungserklärung)
- Besuchszweck muss widerspruchsfrei sein
- Rückkehrbereitschaft muss nachgewiesen werden

Am 3. März 2000 trat der Erlass in Kraft. Mit dem Erlass wurden die deutschen Botschaften zu einer Vergabepraxis bei der Visumerteilung angewiesen, die einen Ermessensspielraum zugunsten des Antragstellers fixierten: nicht mehr bei jedem Zweifel an der Rückkehrbereitschaft des Antragstellers, sondern nur bei hinreichender Wahrscheinlichkeit fehlender Rückkehrbereitschaft sollte eine Ablehnung erfolgen (in dubio pro securitate). Wenn sich Zweifel die Waage hielten, sollte der Antrag positiv beschieden werden (in dubio pro libertate). Das von Joschka Fischer unterzeichnete Dokument erweiterte also den Ermessensspielraum der deutschen Vertretungen bei der Visumvergabe nicht, sondern forderte einen wohlwollenden Einsatz des Ermessensspielraums. Beschwerden aus Wirtschaft und Politik (Volmer: „aus dem parlamentarischen Raum“) hatten dies gefordert.

## Aufnahme in der Öffentlichkeit
Die wichtigeren Zeitungen begrüßten die neuen Erlasse. Die FAZ titelte Mehr Kulanz bei Vergabepraxis. Der Tagesspiegel überschrieb: Liberalere Praxis bei der Visumsvergabe. Die Mitglieder des Menschenrechtsausschusses des Deutschen Bundestages (u. a. die Politiker Sabine Leutheusser-Schnarrenberger, Christian Schwarz-Schilling, Claudia Roth) dankten Volmer in einem Briefwechsel.

## Auswirkungen
In der Folgezeit stieg, insbesondere im Zusammenhang mit anderen Maßnahmen (Reiseschutzversicherung, Reisebüroverfahren) zur Erleichterung der Visumserteilung, die Anzahl der Dreimonatsbesucher insbesondere aus Osteuropa.
Am 26. Oktober 2004 bestimmte ein neuer Erlass, dass bei Zweifeln an der Rückkehrbereitschaft Visumanträge abgelehnt werden sollen. Damit war der Volmer-Erlass praktisch aufgehoben.
Anfang 2005 wurde Volmer im Zuge der so genannten Visa-Affäre vorgeworfen, der Volmer-Erlass habe den illegalen Menschenhandel begünstigt. In einem zuvor abgeschlossenen Verfahren am Kölner Landgericht wurde der Erlass als mitverantwortlich für die Schleuserkriminalität bezeichnet. Richter Höppner hierzu: „Das war ein kalter Putsch der politischen Leitung des Auswärtigen Amtes gegen die bestehende Gesetzeslage“. Dies wurde vom Ex-Staatsminister Volmer im Untersuchungsausschuss mit Hinweis auf den Erlasstext zurückgewiesen. Die zeitliche Positionierung der so genannten Visa-Affäre sei eine Diffamierungskampagne. Der Ausschussvorsitzende Hans-Peter Uhl hatte Ludger Volmer als einwanderungspolitischen Triebtäter bezeichnet.

## Visa-Untersuchungsausschuss
Ludger Volmer stellte im Untersuchungsausschuss des Deutschen Bundestages unter Leitung des Bundestagsabgeordneten Hans-Peter Uhl am 21. April 2005 in einer neunstündigen Vernehmung dar, dass es bei dem Erlass um Veränderung einer Praxis ging, die auch von CDU-Abgeordneten des Bundestages in Briefen an ihn moniert worden waren. So sei einem Mann mit Hirntumor das Dreimonatsvisum verweigert worden, obwohl dieser die Kosten der Operation und die Reisekosten zu tragen in der Lage war. Der Erlass sei vom Menschenrechtsausschuss des Deutschen Bundestages gefordert, gebilligt und unterstützt worden. Auch sei – entgegen anderslautenden Vorwürfen – die Rechtslage nicht geändert worden. Zitat aus dem Erlass: „Das deutsche Ausländerrecht, das Schengener Durchführungsübereinkommen und die Gemeinsame Konsularische Instruktion der an den Schengen-Acquis gebundenen EU-Partner sind der rechtliche Rahmen für die Erteilung von Visa, an den sich die Auslandsvertretungen zu halten haben.“